# República Soviética de Kubán
La República Soviética de Kubán (del ruso: Кубанская Советская Республика) (del 13 de abril al 30 de mayo de 1918). fue una de las varias repúblicas que conformaron la República Socialista Federativa Soviética de Rusia en el territorio general del Kubán. Su capital era Yekaterinodar.
Se fusionó con la República Soviética del mar Negro y Kubán el 30 de mayo de 1918.

## Historia
El 13 de abril de 1918 los bolcheviques controlaron Yekaterinodar y formaron la República Soviética de Kubán bajo el liderazgo de la cabeza bolchevique de la región, Yan Vasílievich Poluyán; los grupos de cosacos bolcheviques del Kubán se pusieron al servicio de este gobierno, pero los alemanes avanzaron por el norte del Cáucaso y ayudaron a los cosacos partidarios de Filimónov, jefe militar cosaco de la República Popular de Kubán; estos cosacos formaron alianza con los cosacos del Don que se habían aliado a su vez con el ejército blanco para formar la Unión del suroeste o Unión Don-Cáucaso. Ante esta situación de grave amenaza, los bolcheviques de Yekaterinodar se unieron al Soviet de Tuapsé que había proclamado en marzo la República Soviética del Mar Negro y el 30 de mayo se formó así la República Soviética del mar Negro y Kubán (en ruso: Кубано-Черноморская Советская Республика).